# Yuri Nascimento de Araujo
Yuri Nascimento de Araujo, hay Yuri (sinh ngày 13 tháng 4 năm 1996), là một cầu thủ bóng đá người Brasil thi đấu cho Académico de Viseu.

## Sự nghiệp câu lạc bộ
Anh ra mắt chuyên nghiệp tại Giải bóng đá hạng nhất quốc gia Bồ Đào Nha cho Académico de Viseu vào ngày 30 tháng 8 năm 2015 trong trận đấu trước Oriental.